# Network Audio System
Network Audio System (NAS) – działający na zasadzie klient-serwer system audio, wydanym jako oprogramowanie open-source. Można go określić jako X Window System dla systemów audio. NAS działa na systemach Unix oraz Microsoft Windows. Projekt miał swój początek we wczesnych latach dziewięćdziesiątych. Obecnie głównym programistą jest Jon Trulson. W grudniu 2007 najnowszą stabilną wersją była 1.9.1, wydana 10 października 2007 roku.